# جوردن أوبوكو
جوردن أوبوكو (بالإنجليزية: Jordan Opoku)‏ هو لاعب كرة قدم غاني في مركزي الهجوم والوسط، ولد في 8 أكتوبر 1983 في Twifo/Hemang/Lower Denkyira District ‏ في غانا. شارك مع منتخب غانا تحت 20 سنة لكرة القدم ومنتخب غانا لكرة القدم. أما مع النوادي، فقد لعب مع أشانتي كوتوكو ودينامو تيرانا ورويال أنتويرب وفاينورد ونادي إكسلسيور ونادي بيريكوم تشيلسي.

## وصلات خارجية
- جوردن أوبوكو على موقع قاعدة بيانات كرة القدم.إي يو (الإنجليزية)
- جوردن أوبوكو على موقع ناشيونال فوتبول تيمز (الإنجليزية)